# Hans Pécseli
Hans László Pécseli (* 1. März 1947 in Kopenhagen) ist ein dänischer Physiker, der auf dem Gebiet der Plasmaphysik arbeitet.

## Leben
Pécseli studierte an Dänemarks Technischer Universität in Lyngby und wechselte anschließend nach Roskilde an das dortige Risø DTU (Risø Dänemarks Nationales Laboratorium), wo er 1974 mit einer Arbeit über Plasmaphysik den akademischen Grad Lic. techn. erhielt. Nach einem Forschungsaufenthalt an der University of Iowa kehrte er nach Dänemark an das Risø DTU zurück und wurde 1986 an der Universität Aarhus mit der Schrift Solitons and weakly nonlinear waves in plasmas promoviert. Er arbeitete bis 1991 am Risø DTU, ab 1981 als Leiter der Abteilung für Plasmaforschung. 1991 ging er an die Universität Oslo und war dort bis zu seiner Emeritierung Professor für Plasmaphysik. Zudem lehrte er an der Universität Tromsø.
Pécseli leistete wichtige Beiträge zum Nachweis und Verständnis von Wirbeln in magnetisierten Plasmen sowie zur Entwicklung neuartiger experimenteller Untersuchungsmethoden für Plasmaturbulenzen. Außerdem publizierte er Arbeiten zur Meeresbiologie.
1994 wurde er Fellow der American Physical Society und 1995 Mitglied der Norwegischen Akademie der Wissenschaften. Er ist Mitglied der Königlich Dänischen Akademie der Wissenschaften.